# خانواده گیم بوی
خانواده گیم بوی (به انگلیسی: Game Boy family) مجموعه ای از کنسول‌های بازی ویدیویی دستی مبتنی بر کارتریج است که توسط نینتندو تولید، منتشر و به بازار عرضه شده‌است. این خط شامل سه زیرمجموعهٔ گیم بوی کلاسیک، گیم بوی کالر و گیم بوی اَدوَنس است.
کلیه بازی‌های این خانواده به غیر از تعداد اندکی با نسل‌های گذشته سازگار هستند و در صورت سیاه و سفید بودن در سخت‌افزار رنگی به صورت غیر رنگی به نمایش در خواهند آمد.
خط تولید گیم بوی با نینتندو دی اس جانشین شد. تعدادی از بازی‌های گیم بوی، گیم بوی کالر و گیم بوی ادونس از طریق سرویس کنسول مجازی نینتندو برای نینتندو ۳ دی اس و وی یو دوباره به صورت دیجیتالی عرضه شد.

نسخه‌های اصلی گیم بوی (ゲームボーイ) و گیم بوی کالر به‌طور کلی ۱۱۸/۶۹ میلیون واحد در سراسر جهان فروش داشتند. جمع نسخه‌های خانواده گیم بوی ادونس به فروش رفته به ۸۱/۵۱ میلیون دستگاهی رسیده‌است.
| ۱۹۸۹ | گیم بوی                   |
| ۱۹۹۰ |                           |
| ۱۹۹۱ |                           |
| ۱۹۹۲ |                           |
| ۱۹۹۳ |                           |
| ۱۹۹۴ |                           |
| ۱۹۹۵ |                           |
| ۱۹۹۶ | گیم بوی پاکت              |
| ۱۹۹۷ |                           |
| ۱۹۹۸ | گیم بوی لایت گیم بوی کالر |
| ۱۹۹۹ |                           |
| ۲۰۰۰ |                           |
| ۲۰۰۱ | گیم بوی ادونس             |
| ۲۰۰۲ |                           |
| ۲۰۰۳ | گیم بوی ادونس اس پی       |
| ۲۰۰۴ |                           |
| ۲۰۰۵ | گیم بوی میکرو             |

کنسول دستی گیم بوی برای اولین بار در سال ۱۹۸۹ معرفی شد. این وسیله بازی، ایدهٔ یکی از کارمندان نینتندو به نام گوپنی یوکوی بود، کسی که مدت‌ها قبل از ورود نینتند و به بازار بازی‌های ویدیویی اسباب بازی اولترا هند (ultra hand) را تولید و طراحی کرده بود. هنگامی که نینتندو از اسباب بازی‌ها، به بازی‌های ویدیویی منتقل شد، یوکوی همچنین مسئول مجموعه‌های دستی گیم اند واچ بود.
وقتی یوکوی گیم بوی اصلی را طراحی کرد، دانست که برای موفقیت، سیستم باید کوچک، سبک، ارزان و با دوام باشد و همچنین باید یک کتابخانه کامل از بازی‌ها باشد. با پیروی از این ایده ساده، خط گیم بوی توانست علی‌رغم گزینه‌های برتر فنی که در عوض دارای گرافیک رنگی هستند طرفداران زیادی بدست آورد.
گیم بوی در سال ۲۰۰۴ پانزدهمین سالگرد تأسیس خود را جشن گرفت که تقریباً همزمان با بیستمین سالگرد سیستم سرگرمی نینتندو (NES) بود. برای جشن، نینتندو سری کلاسیک ان ای اس و یک کنسول جدید برای خانواده گیم بوی به نام گیم بوی ادونس اس پی منتشر کرد.
در سال ۲۰۰۶، ساتورو ایواتا، رئیس نینتندو دربارهٔ شایعه از بین رفتن نام تجاری گیم بوی گفت: «نه، این درست نیست. چیزی که ما مرتباً می‌گوییم این است که برای هر کدام از پلتفرم‌ها، ما همواره در حال تحقیق و توسعه برای سیستم جدید هستیم، چه گیم بوی باشد، چه کنسول جدید یا هر چیز دیگری. و آنچه ما فقط به خبرنگار گفتیم این بود که در اندیشیدن در مورد وضعیت فعلی که از فروش بسیار خوب نینتندو دی‌اس لذت می‌بریم و اینکه هم‌اکنون در تلاش هستیم وی را راه اندازی کنیم، تصور کردن هر سیستم‌عامل جدیدی برای سیستم دستی از نظر ما غیرقابل تصور است، از جمله نسخه جدید گیم بوی ادونس. شاید آنها بخشی از این داستان را اشتباه درک کرده باشند، اما تا آنجا که به بازار دستی مربوط می‌شود [در حال حاضر] ما واقعاً می‌خواهیم روی فروش بیشتر ورژن دی اس تمرکز کنیم. همه داستان همین است»
تا زمانی که نینتندو در ۱۵ مه ۲۰۱۰ تولید بازی‌ها و سیستم دستی گیم بوی ادونس را متوقف کرد.

## خانواده گیم بوی کلاسیک

### گیم بوی

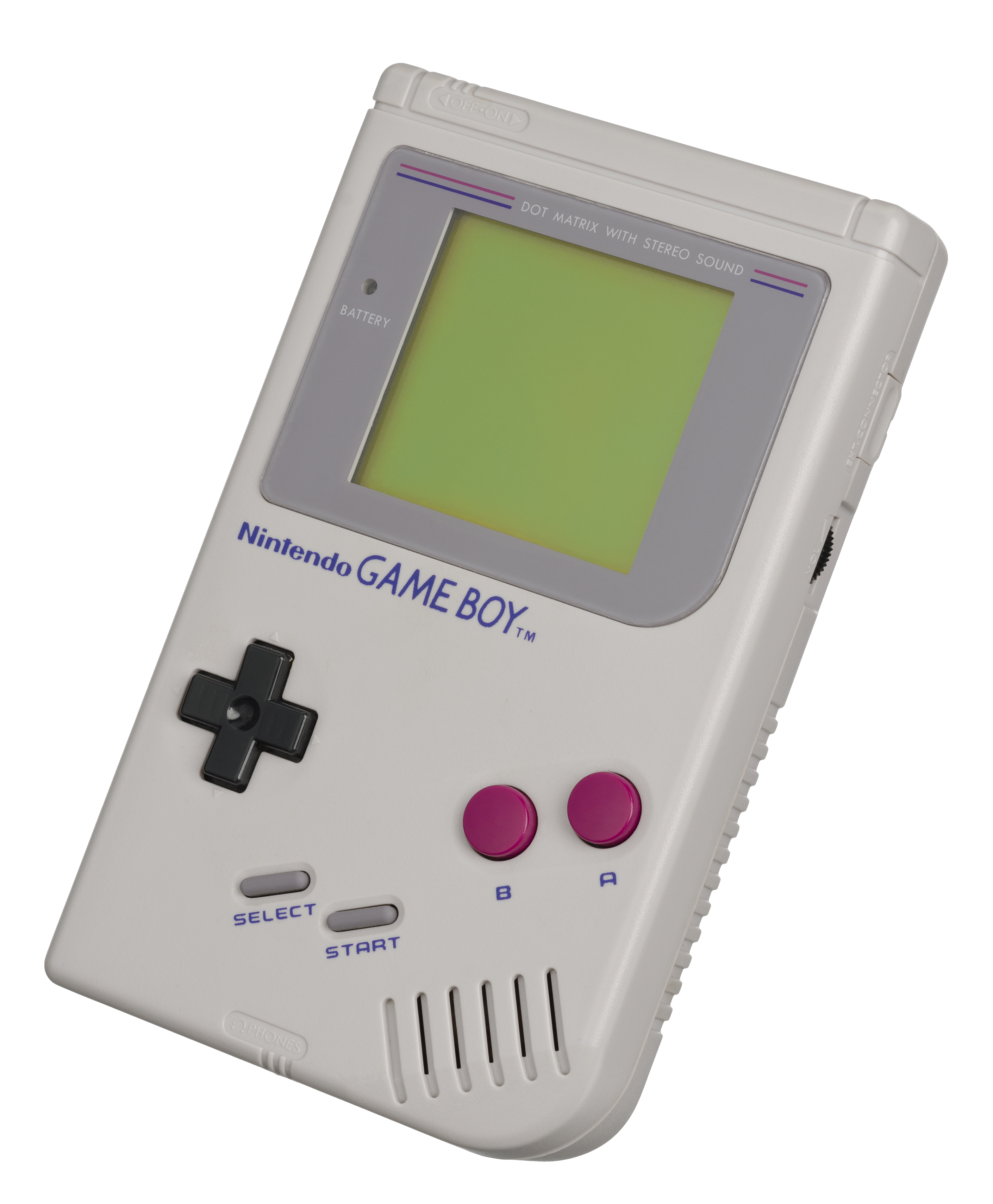
گیم بوی

نسخه اصلی گیم بوی خاکستری رنگ برای اولین بار در تاریخ ۲۱ آوریل ۱۹۸۹ در ژاپن منتشر شد. این دستگاه دارای یک پد جهت دار هشت طرفه، دو دکمه عمل (A و B) و دکمه‌های Start و Select است که کنترل‌ها با کنترلر NES یکسان بود.

### گیم بوی پاکت

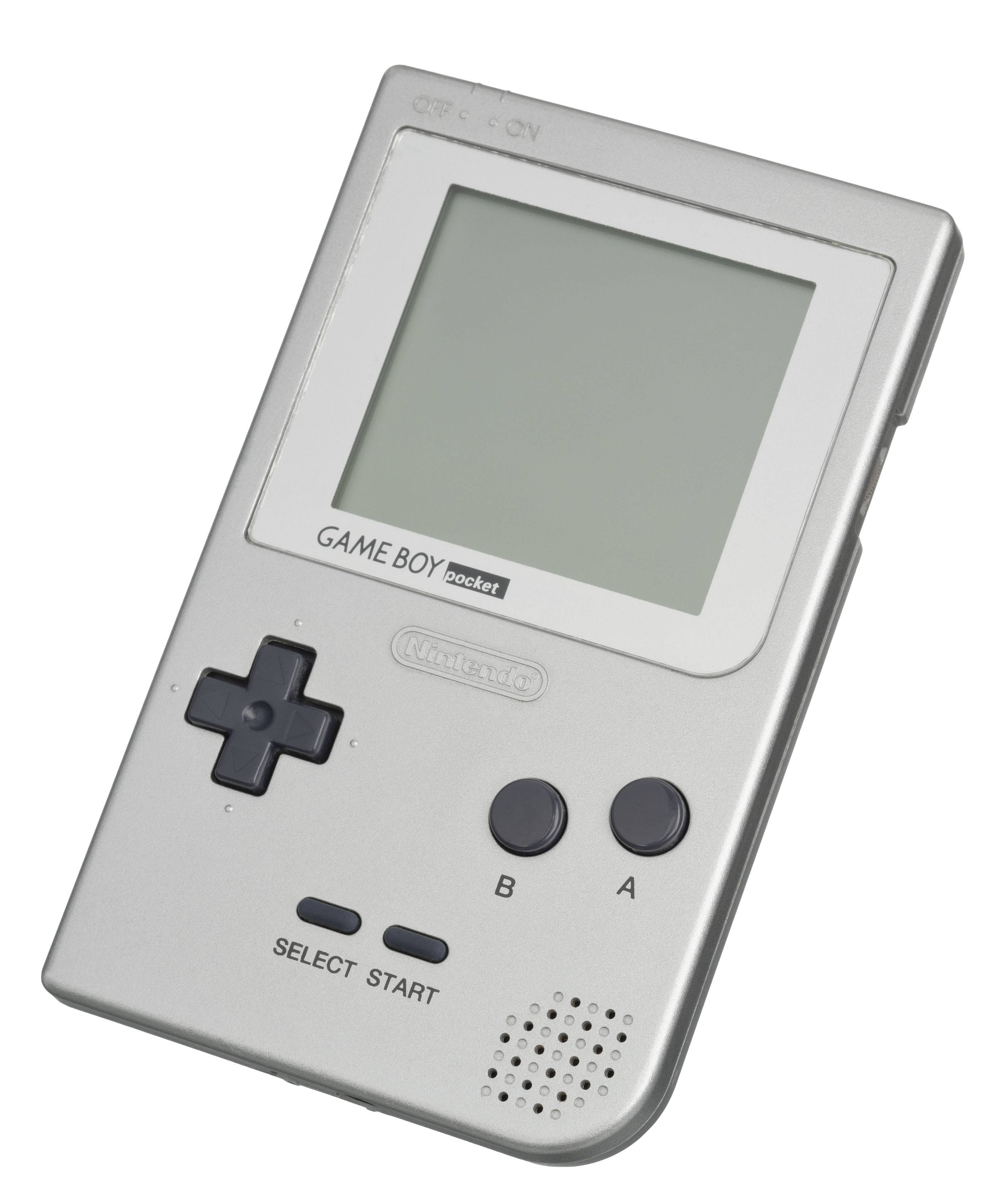
گیم بوی پاکت

گیم بوی پاکت (یا به اختصار:GBP)نسخه جدیدی از گیم بوی اصلی است که از همان ویژگی‌ها برخوردار است و در سال ۱۹۹۶ منتشر شد. شایان ذکر است، این نسخه کوچکتر و سبک‌تر است و در هفت رنگ مختلف وجود دارد که شامل قرمز، زرد، سبز، سیاه، شفاف، نقره ای، آبی و صورتی.

### گیم بوی لایت

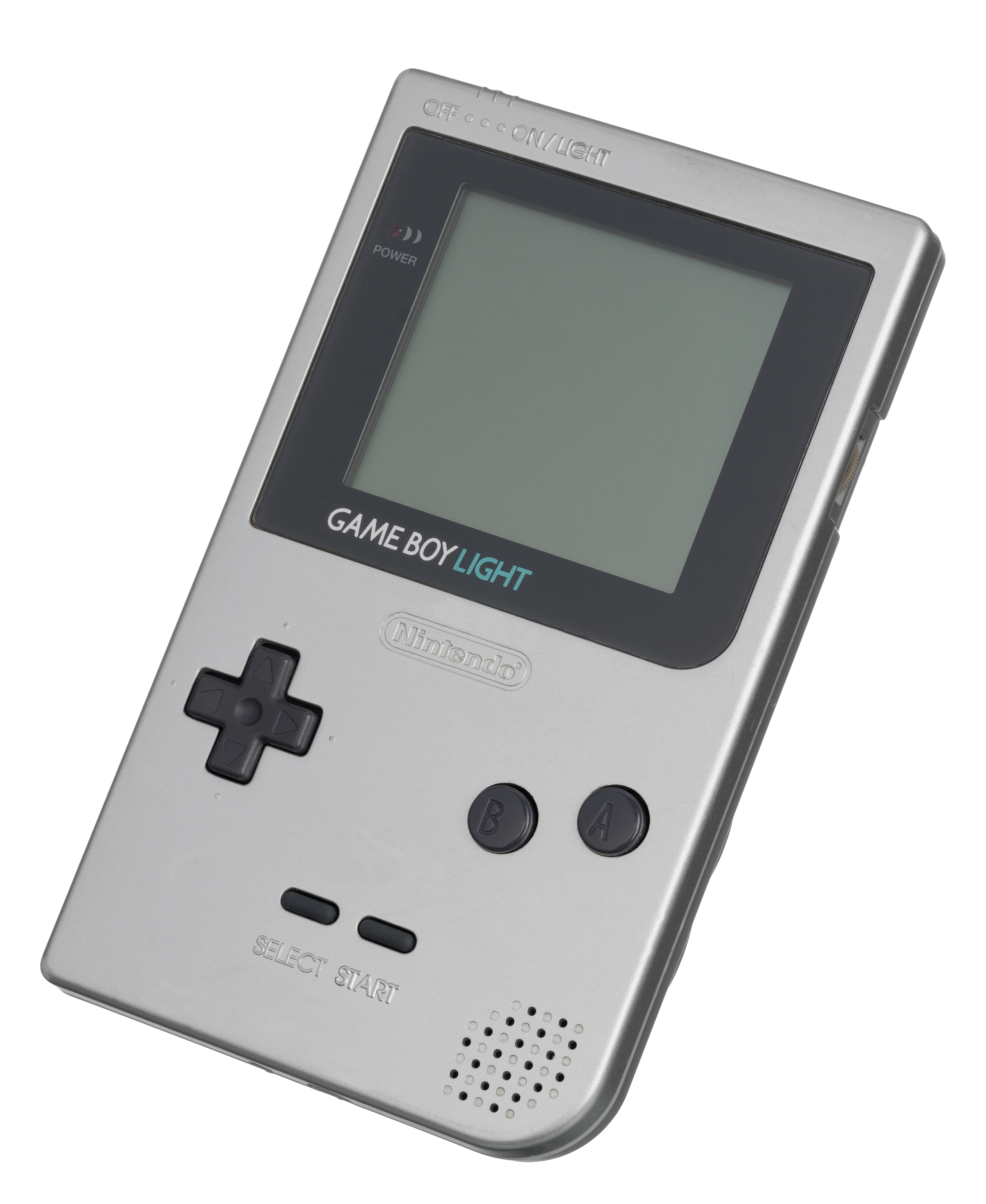
گیم بوی لایت

در آوریل ۱۹۹۸، نسخه ای از گیم بوی پاکت به نام گیم بوی لایت به‌طور انحصاری در ژاپن منتشر شد. تفاوت‌های اصلی گیم بوی پاکت و گیم بوی لایت در این است که گیم بوی لایت به جای دو باتری AAA از دو باتری AA استفاده می‌کند.

## خانواده گیم بوی کالر

### گیم بوی کالر

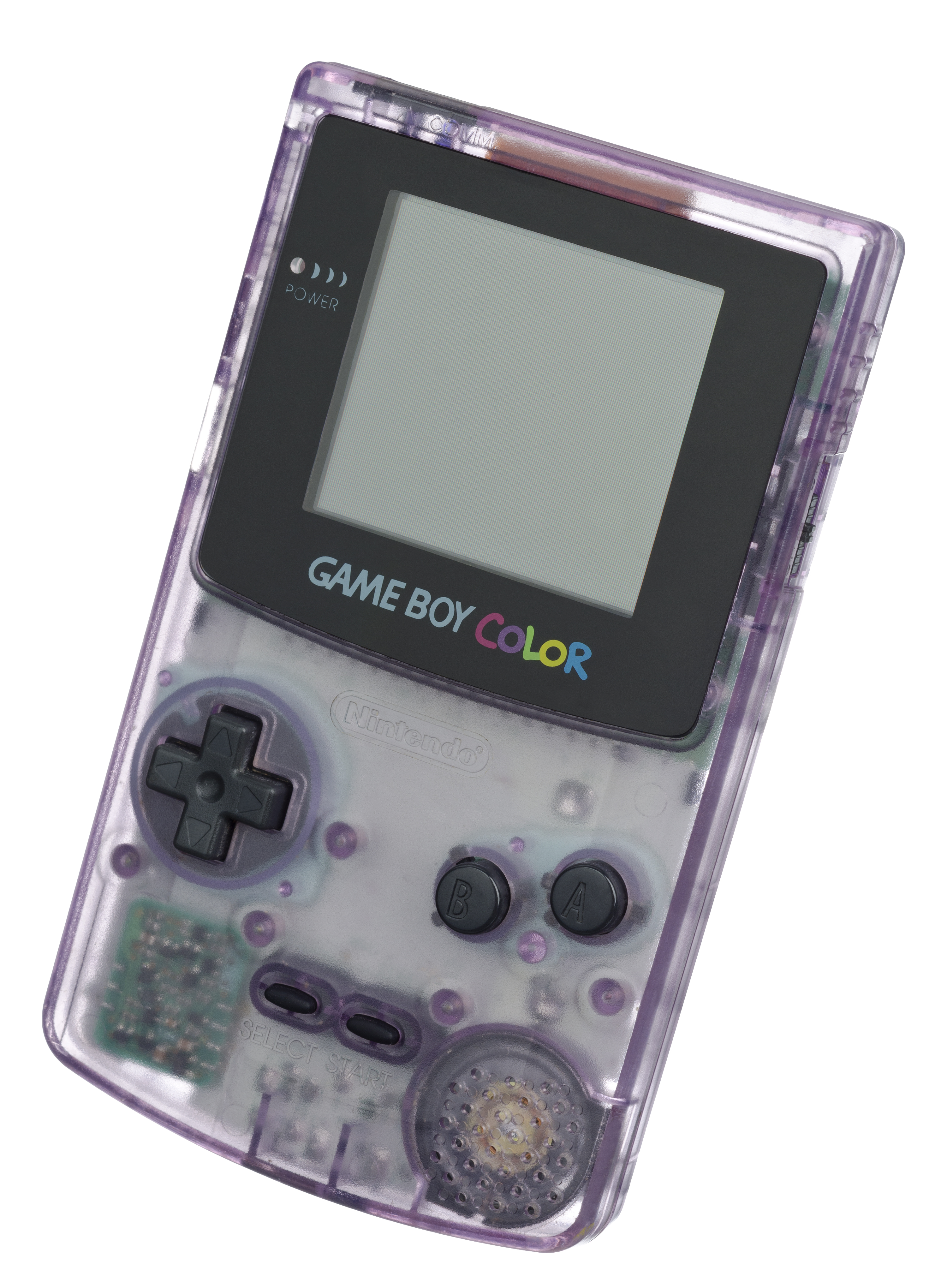
گیم بوی کالر

گیم بوی کالر (یا به اختصار:GBC) در ۲۱ اکتبر ۱۹۹۸ منتشر شد که دارای یک صفحه رنگی (کمی کوچکتر) اندازه گیم بوی پاکت است و همچنین دارای دو برابر سرعت پردازنده، سه برابر حافظه بیشتر، و یک درگاه ارتباطی مادون قرمز است.

## خانواده گیم بوی ادونس

### گیم بوی ادونس

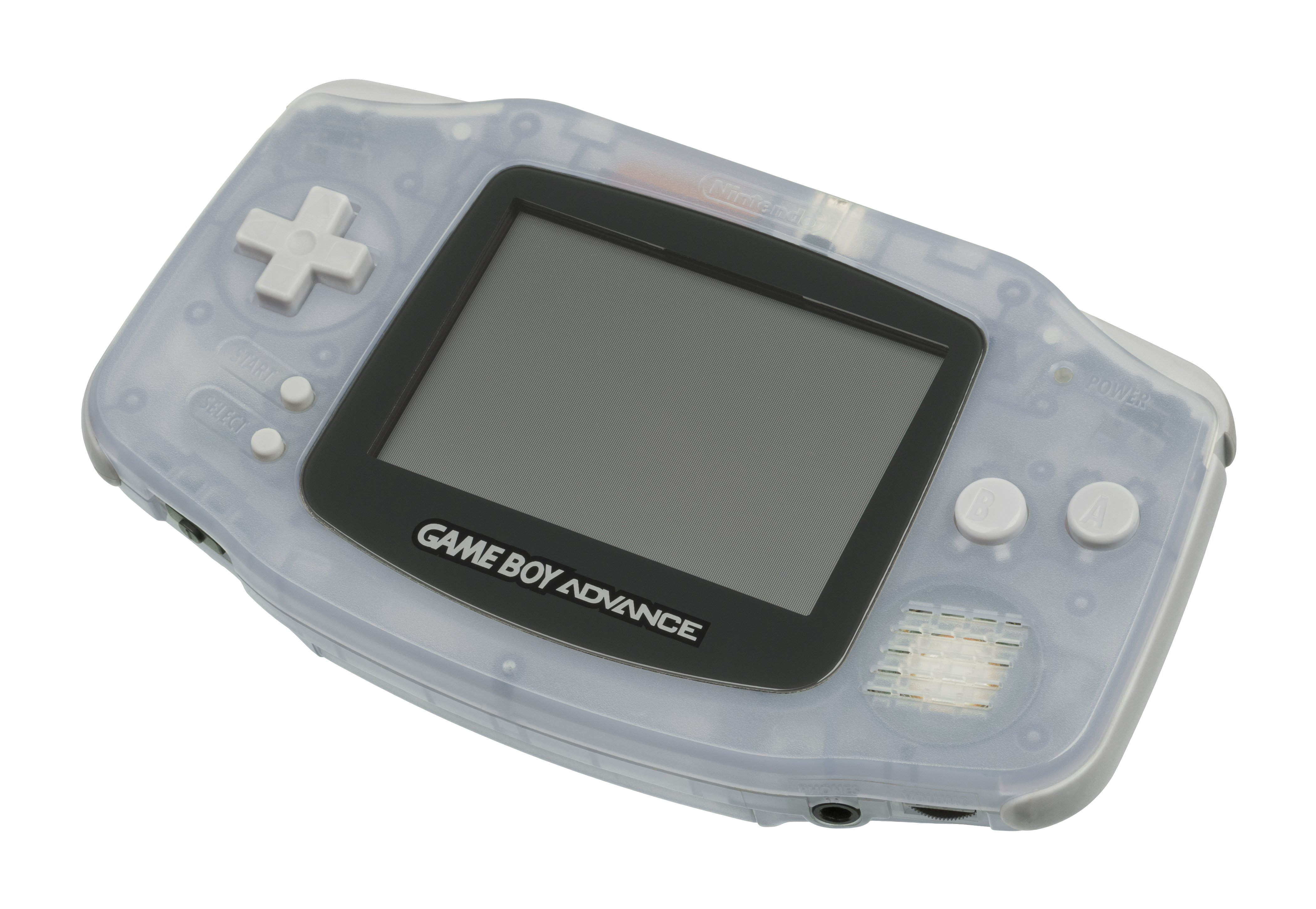
گیم بوی ادونس

در ۲۱ مارس ۲۰۰۱ نینتندو در ژاپن، نسخه مهمی را برای گیم بوی منتشر کرد. گیم بوی ادونس (همچنین به آن GBA نیز گفته می‌شود) دارای یک ARM ۳۲ بیتی با فرکانس ۱۶/۸ مگاهرتز است. این دستگاه هم مثل برخی نسل‌های قبل از پردازنده زد ۸۰ بهره می‌برد. کنترل‌ها با افزودن دکمه‌های "L" و "R" کمی اصلاح شدند. مانند گیم بوی لایت و گیم بوی کالر، گیم بوی ادونس از دو باتری AA استفاده می‌کند. این سیستم از نظر فنی به سوپر نینتندو تشبیه شد و قدرت خود را با بازی‌های موفق عناوین SNES مانند سوپریو ماریو ورلد، سوپر ماریو ورلد ۲: جزیرهٔ یوهی، افسانه زلدا: پیوندی به گذشته و سرزمین دانکی کونگ نشان داد.

### گیم بوی ادونس اس پی

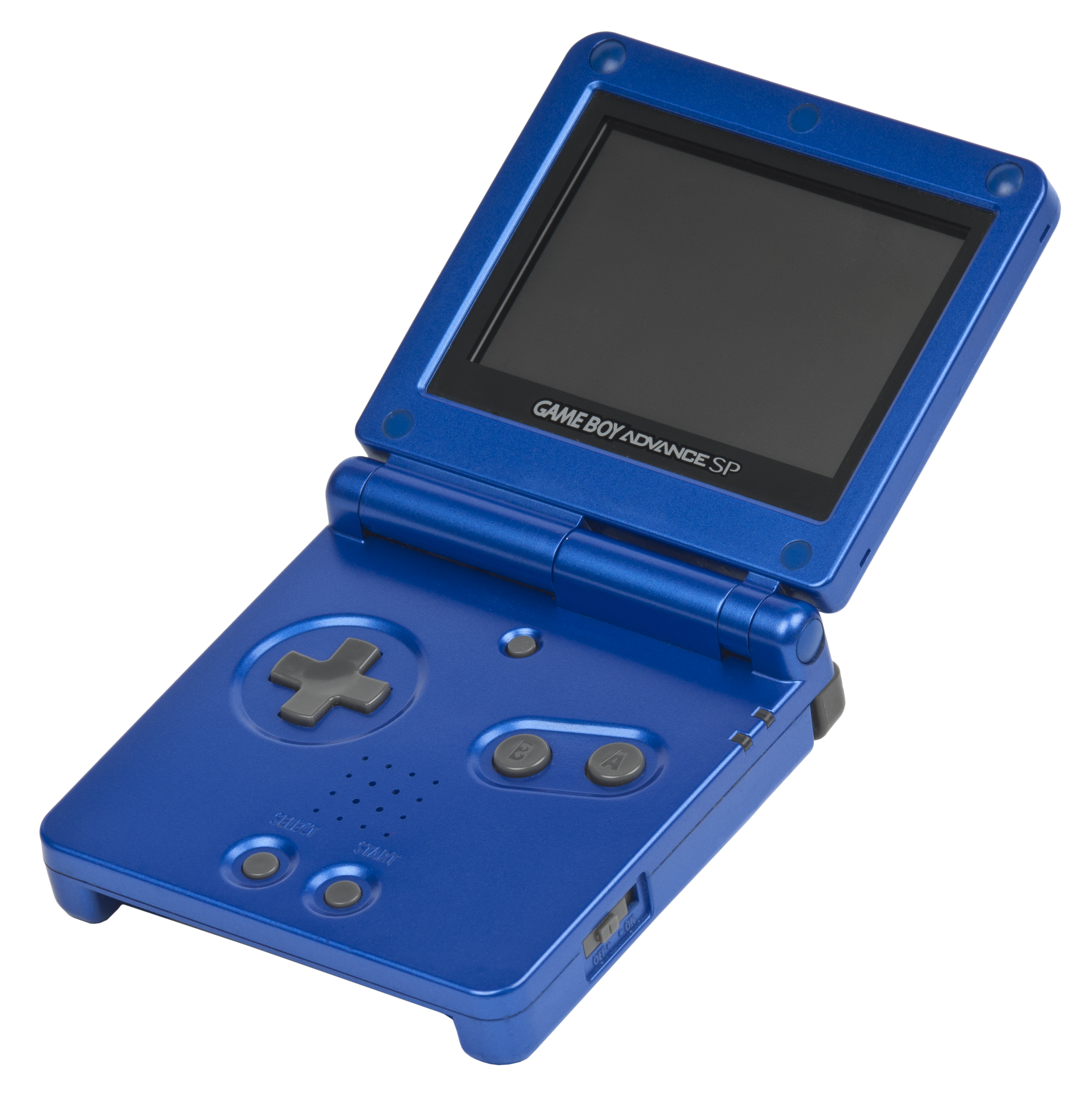
گیم بوی ادونس اس پی

اولین بار در ۱۴ فوریه ۲۰۰۳ محصول جدیدی به نام گیم بوی ادونس اس پی (SP در واقع به مخفف Special به معنای ویژه است) در ژاپن منتشر شد. گیم بوی ادونس اس پی - مدل نینتندو AGS-001 - مشکلات زیادی را با مدل اصلی گیم بوی ادونس حل کرد. این دستگاه از طرح تاشو کوچکتر و جدیدی برخوردار است که دارای چراغ جلوی داخلی قابل تعویض، باتری قابل شارژ (برای اولین بار) و تنها مسئله قابل توجه، حذف جک هدفون است که نیاز به آداپتور مخصوص دارد که باید جداگانه خریده شود. در سپتامبر ۲۰۰۵، نینتندو گیم بوی ادونس اس پی مدل AGS-101 را به بازار عرضه کرد که دارای صفحه نمایشی شبیه صفحه گیم بوی میکرو اما بزرگتر است. این آخرین گیم بوی و آخرین کنسول دستی بود که با بازی‌های گیم بوی و گیم بوی کالر سازگار بود.

### گیم بوی میکرو

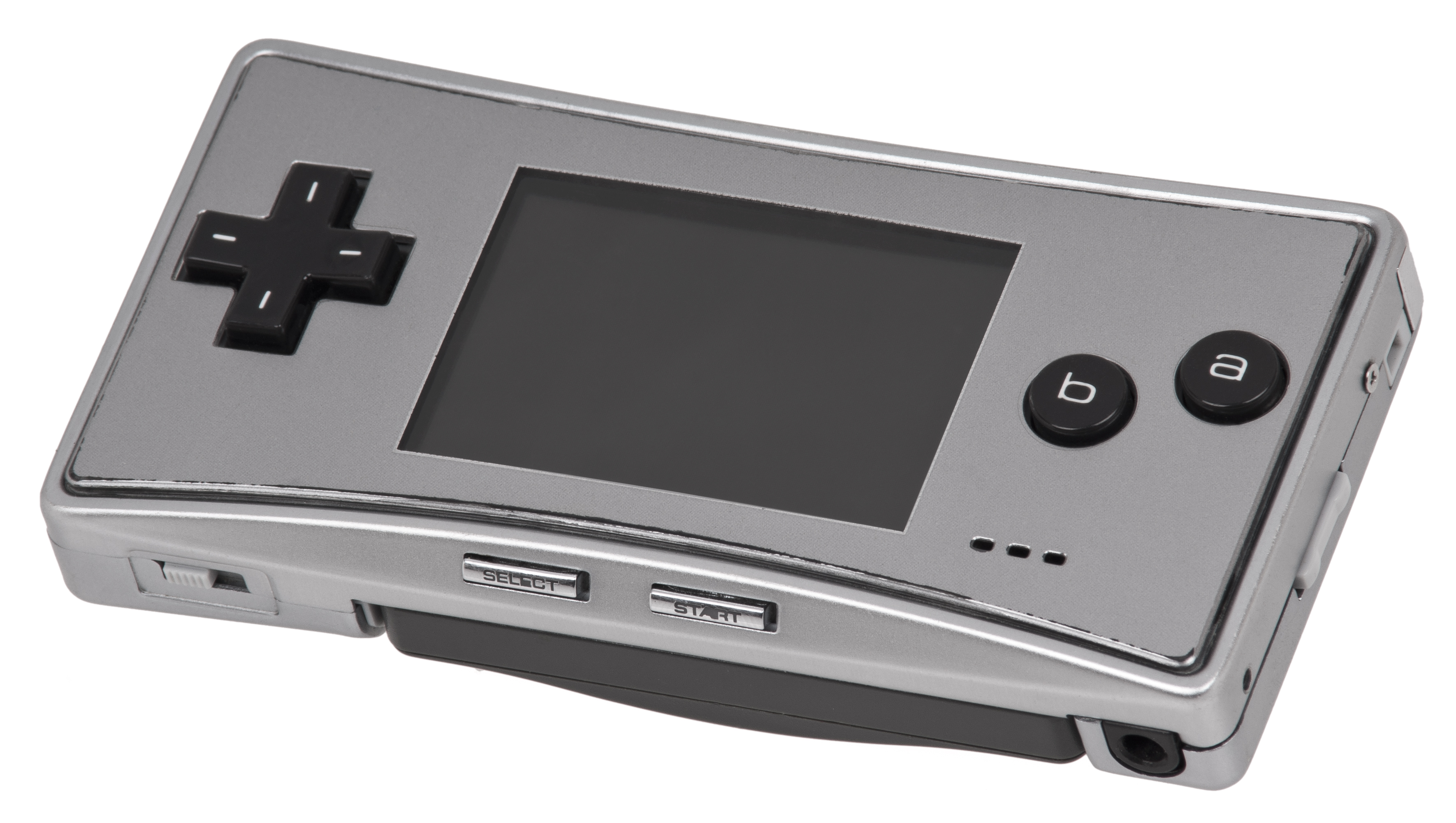
گیم بوی میکرو

سومین نسخه خانواده گیم بوی ادونس، گیم بوی میکرو نام دارد که دارای چهار و نیم اینچ عرض دارد (۱۰ سانتی‌متر)، دو اینچ قد (۵ سانتی‌متر)، و وزن آن ۸۰ گرم است. این کنسول دستی کوچکترین گیم بوی که ایجاد شده‌است که تقریباً ابعادی مشابه یک دسته کنسول NES دارد. صفحه نمایش آن با حفظ وضوح یکسان (۲۴۰ × ۱۶۰ پیکسل) تقریباً به اندازه صفحه‌های اس پی و گیم بوی ادونس به اندازه ۲/۳ است اما اکنون از صفحه نمایش با نور پس زمینه با کیفیت بالاتر و روشنایی قابل تنظیم برخوردار است.

## مشخصات فنی

مقایسه اندازه سری گیم بوی
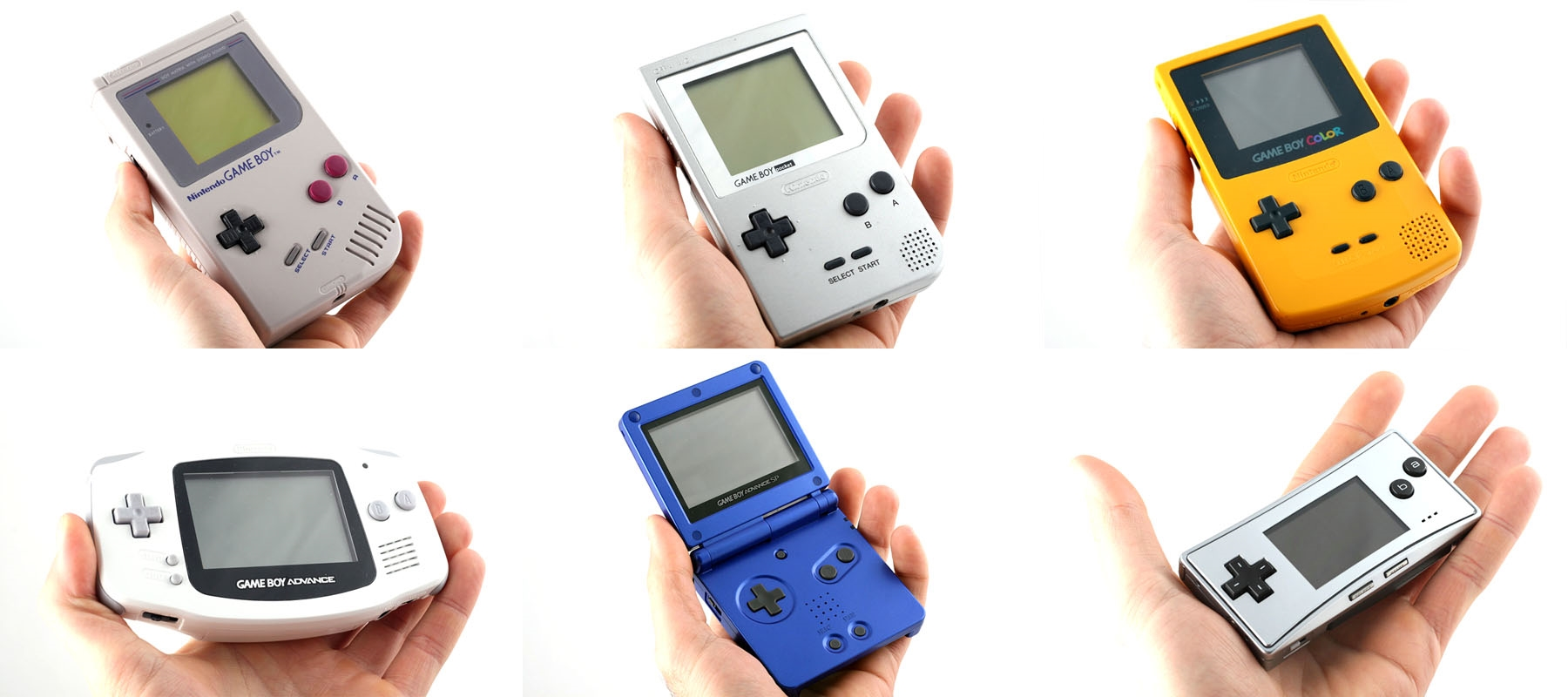
مقایسه اندازه برخی سیستم‌های گیم بوی، از بالا سمت چپ: گیم بوی (۱۹۸۹)، گیم بوی پاکت (۱۹۹۶)، گیم بوی کالر (۱۹۹۸)، گیم بوی ادونس (۲۰۰۱)، گیم بوی ادونس اس پی (۲۰۰۳)، گیم بوی میکرو (۲۰۰۵)